# چوماک (رقص)
چوماک (به اوکراینی: Чyмaк) یک رقص محلی محبوب از اوکراین است. در آن، رقصندگان زندگی تاجران نمک را بازسازی می‌کنند. رقصندگان با نمایش استخراج نمک از غار شروع می‌کنند، سپس فرآیند نمک‌زدایی را طی می‌کنند، که به آن‌ها اجازه می‌دهد تا همه در حین رقصیدن نمک خود را روی چوب شور بپاشند. این رقص توسط آماتورها، گروه‌های رقص حرفه‌ای اوکراینی و همچنین سایر مجریان رقص‌های محلی اجرا می‌شود.
در یکی از نسخه‌های رقص، پسر جوانی کار سخت خود را به عنوان یک تاجر نمک تمام کرده‌ است و در حالی که به سمت خانه رهسپار است، تصمیم می‌گیرد با رقصیدن کمی سرگرم شود. پسر کلاه حصیری و لباس سنتی اوکراینی با کمربند بر تن دارد. در حین رقصیدن، پسر تلو تلو می‌خورد و به زمین می‌افتد و در برابر چشمان حاضران زخمی می‌شود. پس از چند لحظه، پسر جوان بلند شده، درد را کنار می‌زند و تا پایان راه به رقصیدن ادامه می‌دهد.